# Villars-Saint-Georges
Villars-Saint-Georges är en kommun i departementet Doubs i regionen Bourgogne-Franche-Comté i östra Frankrike. Kommunen ligger i kantonen Boussières som tillhör arrondissementet Besançon. År 2022 hade Villars-Saint-Georges 283 invånare.

## Befolkningsutveckling
Antalet invånare i kommunen Villars-Saint-Georges
Referens:INSEE